# 單指鱈
單指鱈，為輻鰭魚綱鱈形目稚鱈科的其中一種，分布於西南太平洋紐西蘭東南部海域，屬深海底魚類，深度5-420公尺，體長可達13公分，棲息在沙泥底質近岸水域，生活習性不明。